# 邦海登
邦海登（荷蘭語：Bonheiden，荷蘭語發音：[bɔnˈɦɛi̯də(n)] ⓘ）是比利时弗拉芒大區安特衛普省梅赫倫區的一个市镇，南与弗拉芒布拉班特省接壤，通行荷蘭語，是弗拉芒社群的一部分，面积29.27平方千米，人口15,078人（2020年1月1日）。